# Brjanszki terület
A  Brjanszki terület (oroszul Брянская область [Brjanszkaja oblaszty]) az Oroszországi Föderáció része, egyik jogalanya (szubjektum). A Központi szövetségi körzethez tartozik. Székhelye Brjanszk. 

## Természetföldrajz
Az európai országrész nyugati vidékén fekszik; északon a Szmolenszki, keleten a Kalugai és az Orjoli, délen a Kurszki terület, valamint délen Ukrajna Csernyihivi és Szumi területe, nyugaton Fehéroroszország Mahiljovi és Homeli területe határolja. Területe 34 900 km².

### Domborzat, vízrajz
A terület a Kelet-európai-síkság nyugati részén és a Közép-Orosz-hátság egy kisebb részén fekszik. A Gyeszna és az Oka folyók erdőkkel borította vízválasztóját és a Gyeszna medencéjének középső szakaszát foglalja magában. Domborzatára az erősen tagolt eróziós síkság jellemző. Legmagasabb pontja 288 m.
Legfontosabb folyóvize a Dnyeper mellékfolyója, a Gyeszna, mely itt észak-déli irányban haladva maga is több mellékfolyót vesz fel, majd Kijev alatt torkollik a Dnyeperbe. A Belgorodi területen torkollnak a Gyesznába: balról a Bolva (Brjanszknál), a Navlja és a Nyerussza, jobbról a Szudoszty és több kisebb folyó. Ugyancsak a Dnyeper vízrendszeréhez tartozik a nyugati vidékek folyója, az Iputy. A 49 jelentősebb állóvíz közül legnagyobb a 450 hektár területű Kozsani-tó.

### Éghajlat
Éghajlata mérsékelten kontinentális. Viszonylag enyhe a tél és meleg a nyár. Az éves középhőmérséklet az északi vidékeken 4,5°, a délin 5,9°. A januári középhőmérséklet -7 – 9°,  a júliusi 18 – 19°. A tenyészidő 180 nap, a csapadék mennyisége éves átlagban 560 – 600 mm. A leginkább csapadékos évszak a nyár, a téli hónapok csapadékmennyisége csekély (25–35 mm/hó).

### Növény- és állatvilág
A terület a tajga déli határán fekszik, csupán a délkeleti széleken megy át az erdős sztyepp övezetbe. Az összterület több mint 25%-a, összesen mintegy egymillió hektár erdővel borított vidék; a brjanszki erdő a központi, erősen iparosodott körzetekben messze földön híres. A legnagyobb erdős masszívumok a Gyeszna bal partja mentén, valamivel kisebbek a Szudoszty és az Iputy folyók mentén találhatók. Egyaránt jellemzők a fenyő-, a vegyes- és a lombos erdők. Leggyakrabban előforduló fajták az erdei fenyő (kb. 40%), továbbá a nyír- és a nyárfa. Gyakori még a tölgy, a kőris, a juhar, a éger, a hárs stb. A nyugati tájak (Novozibkov környéke) jellemző fafajtája a gyertyán. Az állatvilágot jávorszarvas, vaddisznó, vörös róka, görény, nyest, mezei nyúl és több száz madárfaj képviseli.

### Természetvédelmi területek
- Brjanszkij lesz (Brjanszki erdő), kb. 12 000 ha. 1987-ben alakították ki a Gyeszna és a Nyerussza folyók közötti vidéken, a Trubcsovi és a Szuzemszki járások területén. Célja a tajga övezet és a lombos erdő övezet találkozásánál elterülő, tipikus közép-orosz táj (Poleszje) gazdaság által kevéssé érintett erdőinek védelme.
- Prigyesznyanszkij (Gyeszna menti) néven nagy kiterjedésű nemzeti park kialakítását is tervezik. A nemzeti park a Navlinszki, a Vigonicsi és a Trubcsovszki járások részeit foglalja majd magában, tervezett nagysága meghaladja a 100 000 ha-t.

## Történelem
A Brjanszki terület 1944. július 5-én jött létre az Orjoli terület egy részéből, miután a térséget felszabadították a német megszállás alól. Előzményének tekinthető az 1920. április 1-jén létrejött Brjanszki kormányzóság, melyet a 20-as években végrehajtott nagy közigazgatási reform részeként 1929. január 14-én beolvasztottak a Szmolenszk székhelyű Nyugati területbe.
A vidéket eredetileg a szláv vjaticsok lakták. A 10. század végén a kijevi fejedelem a Gyeszna mentén több erődöt építtetett, közöttük volt az egykori Brjanszk is. A terület a 14. században a Litván fejedelemséghez tartozott, 1500 után a Moszkvához hű egyik fejedelemség része lett. Jelentősége a 17. század közepétől gyorsan növekedett részben földrajzi fekvése, részben a Gyesznán megélénkülő folyami hajózás és kereskedelem eredményeként.
A 16. században állandósultak az ellenségeskedések és háborúk. 1635-től a vidék a Moszkva Ukrajna közötti kereskedelem fontos útvonala lett. I. Péter idején Brjanszk városa a déli, azovi területek elleni hadjárat egyik bázisa volt, többek között kisebb hajókat építettek a kozák seregek számára. A 18. században Brjanszk kereskedelmi jelentősége csökkent. Az ipari fejlődés a 19. század második felétől gyorsult fel. 1868-ban megépült a régió első vasútvonala (Szmolenszk-Brjanszk-Orjol). Brjanszk mellett vasúti járműgyár és több vasipari üzem létesült. 1900-ban megindult vidéken a cementgyártás.
A második világháború idején Brjanszk városában a német megszállás 708 napig tartott. A brjanszki erdőben szerveződtek és működtek a legnagyobb szovjet partizánalakulatok.
1986. április 26-án a csernobili atomerőmű-baleset következtében Oroszország egyes nyugati körzeteit is sugárszennyezés érte, köztük leginkább a terület Klinci és Novozibkovi járásait. A szennyezés súlyos károkat okozott, következményei máig sem múltak el teljesen.

## Népesség
A lakossága összlétszáma 1 346 500 fő (2005), a népsűrűség 38,6 fő/km².
Nemzetiségi összetétel a 2002-es népszámlálási adatok szerint (ezer fő): oroszok (1404,0); ukránok (20,2); belaruszok (7,7). Ötezer főnél kevesebb: örmények, cigányok, azeriek, zsidók, tatárok, moldávok.

### Települések
A Brjanszki területen (a 2010. évi népszámláláskor) 16 város, 24 városi jellegű település és 2633 falusi település található, mely utóbbiak közül 316 lakatlan.
A 2010. évi népszámlálás adatai szerint a Brjanszki területen 69% a városi (városokban vagy városi jellegű településeken élő) népesség aránya. A legnagyobb falu népessége megközelíti a kilencezer főt és összesen 9-é éri el a háromezret, melyek együttesen a terület lakosainak 3%-a számára nyújtanak otthont.
A Brjanszki terület városai (a városi cím elnyerésének évével), városi jellegű települései és jelentősebb (háromezer főnél népesebb vagy járási székhely) falusi települései a következők (2010. évi népességükkel):
| Magyar név       | Orosz név       | Rang                     | Város lett | Lélekszám | Közigazgatási beosztás |
| ---------------- | --------------- | ------------------------ | ---------- | --------- | ---------------------- |
| Brjanszk         | Брянск          | város                    | 1146       | 415 721   |                        |
| Belije Berega    | Белые Берега    | városi jellegű település |            | 9 642     | Brjanszk város         |
| Bolsoje Polpino  | Большое Полпино | városi jellegű település |            | 6 356     | Brjanszk város         |
| Ragyica-Krilovka | Радица-Крыловка | városi jellegű település |            | 3 526     | Brjanszk város         |
| Klinci           | Клинцы          | város                    | 1925       | 62 510    |                        |
| Zajmiscse        | Займище         | falu                     |            | 5 297     | Klinci város           |
| Novozibkov       | Новозыбков      | város                    | 1809       | 40 553    |                        |
| Szelco           | Сельцо          | város                    | 1990       | 17 934    |                        |
| Lokoty           | Локоть          | városi jellegű település |            | 10 028    | Braszovói járás        |
| Glinyiscsevo     | Глинищево       | falu                     |            | 4 367     | Brjanszki járás        |
| Dobruny          | Добрунь         | falu                     |            | 4 482     | Brjanszki járás        |
| Putyovka         | Путёвка         | falu                     |            | 4 736     | Brjanszki járás        |
| Szuponyevo       | Супонево        | falu                     |            | 8 585     | Brjanszki járás        |
| Vigonyicsi       | Выгоничи        | városi jellegű település |            | 4 945     | Vigonyicsi járás       |
| Kokino           | Кокино          | falu                     |            | 3 863     | Vigonyicsi járás       |
| Mirnij           | Мирный          | városi jellegű település |            | 1 452     | Gorgyejevkai járás     |
| Gorgyejevka      | Гордеевка       | falu                     |            | 3 109     | Gorgyejevkai járás     |
| Dubrovka         | Дубровка        | városi jellegű település |            | 8 015     | Dubrovkai járás        |
| Szescsa          | Сеща            | falu                     |            | 4 495     | Dubrovkai járás        |
| Gyatykovo        | Дятьково        | város                    | 1938       | 29 439    | Gyatykovói járás       |
| Fokino           | Фокино          | város                    | 1964       | 13 876    | Gyatykovói járás       |
| Bitos            | Бытошь          | városi jellegű település |            | 4 255     | Gyatykovói járás       |
| Ivot             | Ивот            | városi jellegű település |            | 6 374     | Gyatykovói járás       |
| Ljubohna         | Любохна         | városi jellegű település |            | 5 446     | Gyatykovói járás       |
| Sztar            | Старь           | városi jellegű település |            | 5 003     | Gyatykovói járás       |
| Zsirjatyino      | Жирятино        | falu                     |            | 2 537     | Zsirjatyinói járás     |
| Zsukovka         | Жуковка         | város                    | 1962       | 18 269    | Zsukovkai járás        |
| Rzsanyica        | Ржаница         | falu                     |            | 5 032     | Zsukovkai járás        |
| Zlinka           | Злынка          | város                    | 1925       | 5 507     | Zlinkai járás          |
| Viskov           | Вышков          | városi jellegű település |            | 2 700     | Zlinkai járás          |
| Karacsev         | Карачев         | város                    | 1146       | 19 715    | Karacsevi járás        |
| Kletnya          | Клетня          | városi jellegű település |            | 13 313    | Kletnyai járás         |
| Klimovo          | Климово         | városi jellegű település |            | 13 892    | Klimovói járás         |
| Komaricsi        | Комаричи        | városi jellegű település |            | 7 686     | Komaricsi járás        |
| Krasznaja Gora   | Красная Гора    | városi jellegű település |            | 5 906     | Krasznaja Gora-i járás |
| Mglin            | Мглин           | város                    | 1781       | 7 916     | Mglini járás           |
| Navlja           | Навля           | városi jellegű település |            | 14 361    | Navljai járás          |
| Altuhovo         | Алтухово        | városi jellegű település |            | 1 784     | Navljai járás          |
| Pogar            | Погар           | városi jellegű település |            | 9 990     | Pogari járás           |
| Pocsep           | Почеп           | város                    | 1503       | 17 161    | Pocsepi járás          |
| Ramaszuha        | Рамасуха        | városi jellegű település |            | 481       | Pocsepi járás          |
| Rognyegyino      | Рогнедино       | városi jellegű település |            | 3 158     | Rognyegyinói járás     |
| Szevszk          | Севск           | város                    | 1779       | 7 282     | Szevszki járás         |
| Sztarodub        | Стародуб        | város                    | 1096       | 19 010    | Sztarodubi járás       |
| Szuzemka         | Суземка         | városi jellegű település |            | 9 125     | Szuzemkai járás        |
| Kokorevka        | Кокоревка       | városi jellegű település |            | 1 962     | Szuzemkai járás        |
| Szurazs          | Сураж           | város                    | 1781       | 11 640    | Szurazsi járás         |
| Trubcsevszk      | Трубчевск       | város                    | 1185       | 15 014    | Trubcsevszki járás     |
| Belaja Berjozka  | Белая Берёзка   | városi jellegű település |            | 6 283     | Trubcsevszki járás     |
| Unyecsa          | Унеча           | város                    | 1940       | 26 197    | Unyecsai járás         |

## Közigazgatás
A Brjanszki terület élén a kormányzó, Nyikolaj Gyenyin áll (Egységes Oroszország Párt). A 2004. december 19-én megtartott választásokon a korábbi kormányzó, Jurik Lodkin (Kommunista Párt) indulását bírósági ítélet akadályozta meg.
2006 óta a Brjanszki területen 287 helyi önkormányzat működik. Közülük 7 városi körzet (городской округ) , 27 járás (район), továbbá 30 városi község (городское поселение) és 223 falusi község (сельское поселение).

### Városi körzetek
- Brjanszk
- Klinci
- Novozibkov
- Szelco
- Sztarodub
- Fokino
- Klimovo települések

### Járások

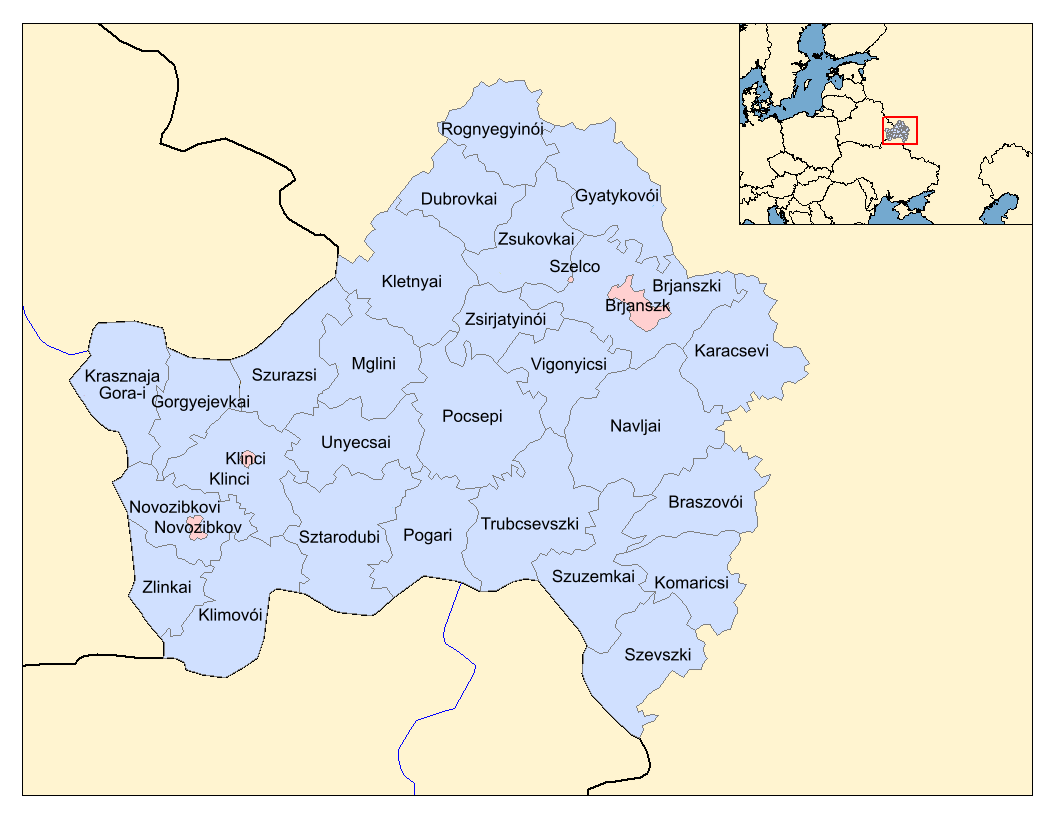
A Brjanszki terület járásai

A közigazgatási járások neve, székhelye és 2010. évi népességszáma az alábbi:
| Magyar név             | Orosz név            | Székhely       | Lélekszám |
| ---------------------- | -------------------- | -------------- | --------- |
| Braszovói járás        | Брасовский район     | Lokoty         | 21 471    |
| Brjanszki járás        | Брянский район       | Brjanszk       | 56 496    |
| Dubrovkai járás        | Дубровский район     | Dubrovka       | 20 094    |
| Gorgyejevkai járás     | Гордеевский район    | Gorgyejevka    | 12 218    |
| Gyatykovói járás       | Дятьковский район    | Gyatykovo      | 73 935    |
| Karacsevi járás        | Карачевский район    | Karacsev       | 36 036    |
| Kletnyai járás         | Клетнянский район    | Kletnya        | 20 166    |
| Klimovói járás         | Климовский район     | Klimovo        | 30 003    |
| Klinci járás           | Клинцовский район    | Klinci         | 20 503    |
| Komaricsi járás        | Комаричский район    | Komaricsi      | 18 064    |
| Krasznaja Gora-i járás | Красногорский район  | Krasznaja Gora | 13 208    |
| Mglini járás           | Мглинский район      | Mglin          | 19 458    |
| Navljai járás          | Навлинский район     | Navlja         | 28 341    |
| Novozibkovi járás      | Новозыбковский район | Novozibkov     | 12 415    |
| Pocsepi járás          | Почепский район      | Pocsep         | 42 365    |
| Pogari járás           | Погарский район      | Pogar          | 28 333    |
| Rognyegyinói járás     | Рогнединский район   | Rognyegyino    | 7 284     |
| Szevszki járás         | Севский район        | Szevszk        | 16 923    |
| Sztarodubi járás       | Стародубский район   | Sztarodub      | 40 414    |
| Szurazsi járás         | Суражский район      | Szurazs        | 24 623    |
| Szuzemkai járás        | Суземский район      | Szuzemka       | 16 654    |
| Trubcsevszki járás     | Трубчевский район    | Trubcsevszk    | 37 002    |
| Unyecsai járás         | Унечский район       | Unyecsa        | 40 682    |
| Vigonyicsi járás       | Выгоничский район    | Vigonyicsi     | 20 105    |
| Zlinkai járás          | Злынковский район    | Zlinka         | 12 917    |
| Zsirjatyinói járás     | Жирятинский район    | Zsirjatyino    | 7 442     |
| Zsukovkai járás        | Жуковский район      | Zsukovka       | 36 983    |

## Gazdaság

### Mezőgazdaság
A mezőgazdasági termelés az ipar súlyához viszonyítva kevésbé jelentős. Termékenyebb csernozjom talajok csupán a régió délkeleti szélein találhatók. A gabonafélék (búza, árpa, rozs) mellett nagy terület jut az ipari növények: len, kender, cukorrépa, komló termesztésére. Hagyományosan nagy (közel 25%) a burgonya termesztésének aránya.

### Ásványkincsek
Ásványi kincsei között kiemelkedő jelentőségűek tőzeg- és foszforit tartalékai. A kitermelhető tőzegtelepek 82 ezer ha-t, az erdővel borított területekkel együtt 125 ezer ha-t foglalnak el. A foszforitot a műtrágyagyártás során hasznosítják. 44 lelőhelye ismeretes, nagyobb részt  a Gyeszna bal partján, készleteit 150 millió tonnára becsülik. Ugyancsak nagy mennyiségben áll rendelkezésre a foszforit kíséretében előforduló glaukonit. Egyéb ásványi kincsek közül említést érdemelnek az üvegipari és építőipari alapanyagok: homok, anyag, mészkő.

### Ipar

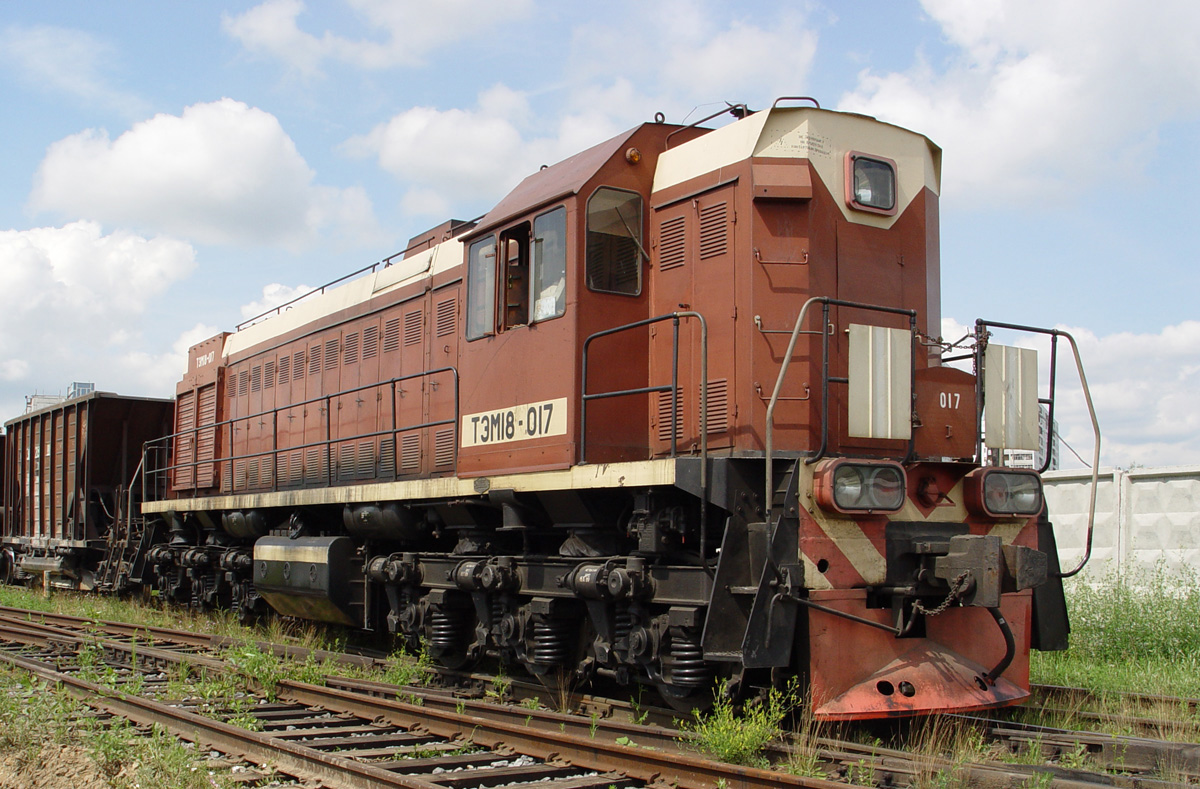
TEM18-017 típusú dízelmozdony, a Brjanszki Gépgyár terméke

A régió fejlett iparral rendelkezik. Meghatározó jelentőségű iparágak a fémfeldolgozás és a gépgyártás. Papír-,  építőanyag- és vegyipara, fa- és fafeldolgozóipara, textil- és élelmiszeripara is jelentős.
- A legnagyobb ipari központ Brjanszk, ahol többek között vas- és acélöntöde üzemel, teherautókat, mezőgazdasági gépeket állítanak elő. Itt működik az ország egyik legnagyobb, 1873-ban  alapított gépgyára (BMZ), ahol hagyományosan vasúti mozdonyok és tehervagonok készülnek, valamint dízelmotorok hajók számára. A szintén nagy hagyományokkal rendelkező "Arzenál" gyárban haditechnikai felszerelések mellett nehézgépeket, útgyalukat, aszfaltterítő gépeket állítanak elő.
- "Izoterm kutatóintézet": félvezetők, orvosi és mikroelektronikai műszerek gyártása.
- Fokino: "Malcovi portlandcementgyár;" az 1899-ben alapított vállalat Oroszország egyik legnagyobb cementgyára.
- Klinci: autódarugyár, építőanyag-ipari kombinát.
- Gyjatykovo: üvegkristály üzem, a 18. század óta különleges díszítésű termékeiről híres.

### Közlekedés
A terület fejlett vasúti hálózattal rendelkezik, teljes hossza megközelíti az 1 000 km-t. Fontos vasúti csomópontok: Brjanszknak külön személyi főpályaudvara és külön teherforgalmi pályaudvara van, továbbá jelentős forgalmat bonyolít le Unyecsa város vasúti csomópontja a régió nyugati részén, az orosz–belarussz határ közelében. Brjanszkon keresztül vezet többek között a Budapest–Kijev–Moszkva nemzetközi vasútvonal is.
A Gyeszna hagyományosan fontos víziút, mely kedvező összeköttetést teremt Ukrajna fővárosával, illetve a Dnyeperen át az ország déli körzeteivel. A légiforgalom tekintetében előrelépést jelentett, hogy Brjanszk repülőtere 1995-ben nemzetközi repülőtéri státust kapott.